# L'Empreinte du dragon rouge
Pour plus de détails, voir Fiche technique et Distribution.
L'Empreinte du dragon rouge (The Terror of the Tongs) est un film britannique réalisé par Anthony Bushell, sorti en 1961.

## Synopsis
En 1910 sur le port de Hong Kong, la fille d'un capitaine est assassinée par un syndicat du crime composé de Tongs. Il décide de se venger.

## Fiche technique
- Titre original : The Terror of the Tongs
- Titre français : L'Empreinte du dragon rouge
- Réalisation : Anthony Bushell
- Scénario : Jimmy Sangster
- Photographie : Arthur Grant
- Musique : James Bernard
- Société de production : Hammer Film Productions
- Pays d'origine :  Royaume-Uni
- Format : Couleurs - 1,66:1 - Mono
- Genre : aventure
- Durée : 76 minutes
- Date de sortie : 1961
- Affiche : Macario Gómez Quibus (Espagne)

## Distribution
- Christopher Lee (VF : Jean Violette) : Chung King
- Yvonne Monlaur (VF : Thérèse Rigaut) : Lee
- Geoffrey Toone (VF : Paul-Émile Deiber) : capitaine Jackson Sale
- Marne Maitland (VF : Gérard Ferrat) : le mendiant
- Brian Worth (VF : Philippe Mareuil) : commissaire de district Harcourt
- Ewen Solon (VF : Louis Arbessier) : Tang How
- Roger Delgado (VF : Georges Riquier) : Tang Hao
- Richard Leech (VF : Jean-François Laley) : inspecteur Bob Dean
- Charles Lloyd Pack (VF : Émile Duard) : docteur Fu Chao
- Marie Burke (VF : Marie Francey) : Maya
- Barbara Brown (VF : Sophie Leclair) : Helena Sale
- Burt Kwouk (VF : Michel François) : Monsieur Ming
- Tom Gill (VF : Jacques Deschamps) : Beamish
- Ric Young : Confucius
- Michael Peake (VF : Pierre Michau) : Su Yen, le commerçant
- Bandana Das Gupta : Anna Chang
- Michael Hawkins (VF : Claude Dasset) : le prêtre chez Anna Chang
- Steven Scott (VF : Jacques Thiery) : un membre de la secte des Tongs
- Cyril Shaps (VF : Raymond Rognoni) : un membre de la secte des Tongs
- Harold Goodwin (VF : Teddy Bilis) : le docker
- Handy Ho (VF : Fernand Fabre) : Lee Chung

## DVD
- États-Unis : le film est sorti en Zone 1 NTSC dans un coffret :

- Icons of Adventure : The Terror of the Tongs (Coffret 2 DVD) (4 films) sorti le 10 juin 2008 chez Sony. Le film est présenté au format d'origine 1.66:1 panoramique anamorphique 16:9. L'audio est en anglais et français mono avec sous-titre anglais et français. Les copies ont été remastérisées. En supplément un commentaire audio du scénariste Jimmy Sangster, bande annonce originale, un dessin animé et des previews. ASIN B0016KCCCC